# Andrzej Śliwiński (duchowny)

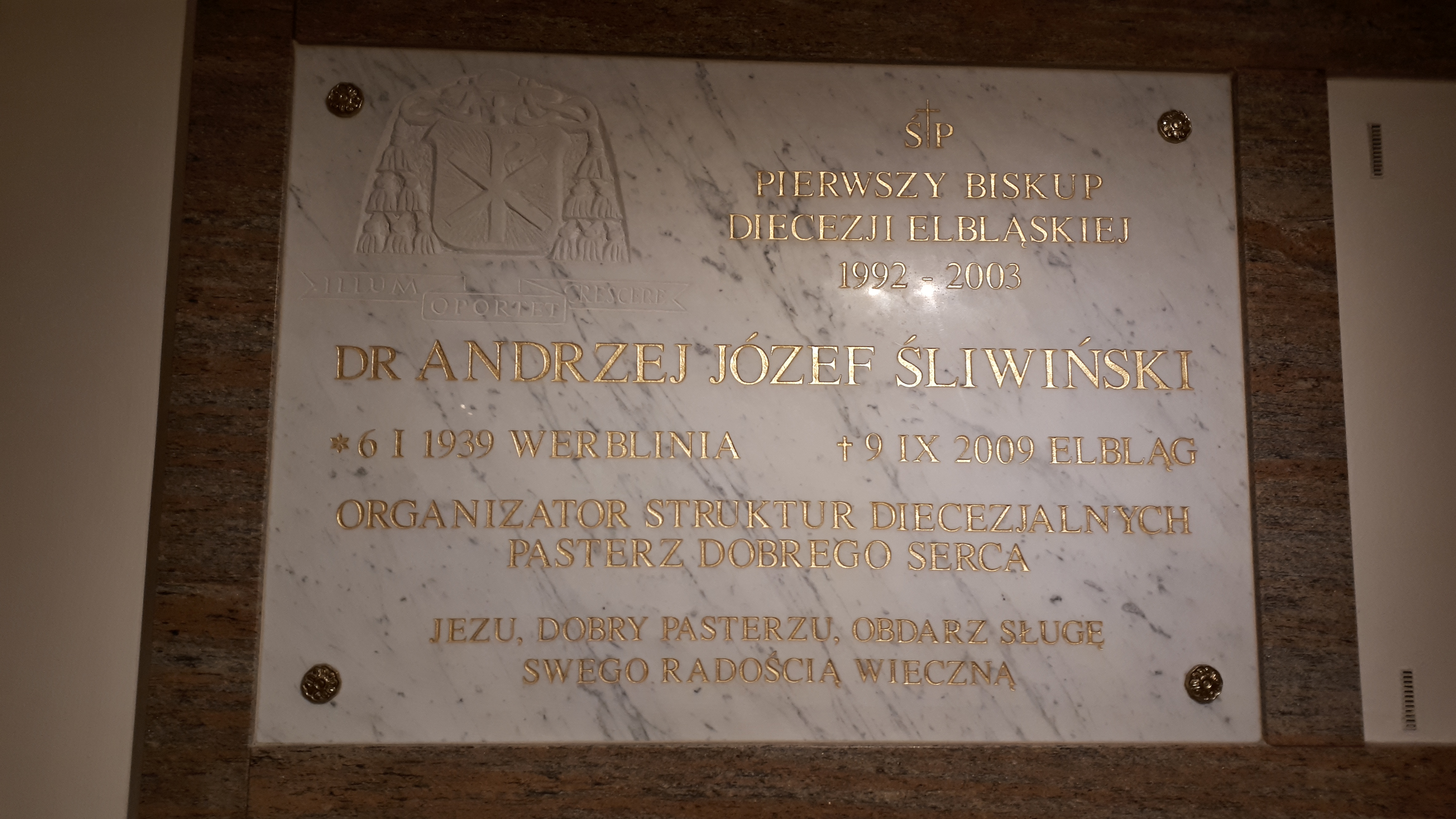
Grób Andrzeja Śliwińskiego w katedrze elbląskiej

Andrzej Józef Śliwiński (ur. 6 stycznia 1939 w Werblini, zm. 9 września 2009 w Elblągu) – polski duchowny rzymskokatolicki, doktor nauk teologicznych, biskup pomocniczy chełmiński w latach 1986–1992, biskup diecezjalny elbląski w latach 1992–2003, od 2003 biskup senior diecezji elbląskiej.

## Życiorys
Urodził się 6 stycznia 1939 w Werblini. W zakresie szkoły średniej kształcił się w Collegium Leoninum w Wejherowie (klasy 1–2) i w Collegium Marianum w Pelplinie (klasy 3–4), gdzie w 1956 uzyskał prywatną maturę. Państwowy egzamin dojrzałości złożył eksternistycznie rok później w Gdańsku. W latach 1956–1961 odbył studia filozoficzno-teologiczne w Wyższym Seminarium Duchownym w Pelplinie. Na prezbitera został wyświęcony 17 grudnia 1961 w katedrze Wniebowzięcia Najświętszej Maryi Panny w Pelplinie przez biskupa diecezjalnego chełmińskiego Kazimierza Kowalskiego. W latach 1964–1968 uzupełniał studia w zakresie teologii dogmatycznej na Wydziale Teologicznym Katolickiego Uniwersytetu Lubelskiego, gdzie w 1967 uzyskał magisterium-licencjat, a w 1972 doktorat na podstawie dysertacji Idea Ludu Bożego we współczesnej eklezjologii.
W latach 1962–1964 był wikariuszem w parafii św. Józefa w Wygodzie Łączyńskiej. W kolejnych latach angażował się w duszpasterstwo różnych grup: służby zdrowia (1968–1970), rodzin (1968–1972), młodzieży akademickiej (1974–1980) i ludzi morza (1978–1992). W latach 1969–1980 pracował jako sędzia w sądzie biskupim. W kurii biskupiej w latach 1970–1986 zajmował stanowisko kanclerza, ponadto był wiceprzewodniczącym wydziału organizacyjnego i referentem ds. Towarzystwa Przyjaciół KUL w wydziale duszpasterskim. W 1982 został ustanowiony kanonikiem gremialnym chełmińskiej kapituły katedralnej w Pelplinie.
W latach 1968–1992 wykładał w Wyższym Seminarium Duchownym w Pelplinie teologię fundamentalną, religiologię i teologię dogmatyczną. Wykłady z teologii dogmatycznej prowadził również w Wyższym Seminarium Duchownym w Elblągu.
9 maja 1986 papież Jan Paweł II ustanowił go biskupem pomocniczym diecezji chełmińskiej ze stolicą tytularną Arindela. Święcenia biskupie otrzymał 15 czerwca 1986 w bazylice katedralnej Wniebowzięcia Najświętszej Maryi Panny w Pelplinie. Konsekrował go kardynał Józef Glemp, prymas Polski, w asyście biskupów chełmińskich – diecezjalnego: Mariana Przykuckiego i pomocniczych: Zygfryda Kowalskiego i Henryka Muszyńskiego. Na swoje zawołanie biskupie przyjął słowa „Illum oportet crescere” (Trzeba, aby On wzrastał). Jako biskup pomocniczy chełmiński był wikariuszem generalnym diecezji oraz wikariuszem biskupim ds. Duszpasterstwa Wybrzeża, w związku z czym stale rezydował w Gdyni. W tym czasie zajmował stanowiska dyrektora miejscowego Diecezjalnego Studium Teologicznego, a także proboszcza tamtejszej parafii Najświętszego Serca Pana Jezusa. Należał do diecezjalnej rady kapłańskiej, kolegium konsultorów i rady duszpasterskiej. Piastował również stanowisko egzaminatora prosynodalnego.
25 marca 1992 Jan Paweł II przeniósł go na urząd biskupa diecezjalnego nowo utworzonej diecezji elbląskiej. Ingres do katedry św. Mikołaja w Elblągu odbył 17 maja 1992. Założył wyższe seminarium duchowne, Pomezańskie Kolegium Teologiczne w Elblągu i Kwidzynie, Diecezjalne Centrum Duszpasterskie, Dom Formacyjny św. Wojciecha w Mikoszewie, Dom Formacyjny Rodzin w Elblągu, Dom Samotnej Matki w Elblągu, diecezjalne oddziały Caritas i Akcji Katolickiej, a także Diecezjalne Radio Bis. Ustanowił kapituły przy konkatedrze św. Jana Ewangelisty w Kwidzynie, konkatedrze św. Wojciecha w Prabutach i przy kolegiacie św. Mateusza w Nowym Stawie. Przewodniczył radzie kurialnej i radzie kapłańskiej. W 1999 podejmował w Elblągu papieża Jana Pawła II podczas jego podróży apostolskiej do Polski.
W maju 2003, prowadząc samochód w stanie nietrzeźwości (o stężeniu 0,8 promila alkoholu w wydychanym powietrzu), na ulicy w Elblągu spowodował kolizję drogową z udziałem trzech samochodów, w której ucierpiała kilkuletnia dziewczynka. Sąd uwzględnił jego wniosek o skazanie bez rozprawy. W pierwszej instancji został skazany na karę 1,5 roku pozbawienia wolności z warunkowym zawieszeniem jej wykonania na trzyletni okres próby, orzeczono wobec niego grzywnę w kwocie 1000 zł, roczny zakaz prowadzenia pojazdów i nawiązki w wysokości 2400 zł na rzecz oddziału ratunkowego Wojewódzkiego Szpitala Zespolonego i 500 zł na cele społeczne. Dwa dni po wypadku Stolica Apostolska zawiesiła go w pełnieniu funkcji biskupich, a 2 sierpnia 2003 Jan Paweł II przyjął jego rezygnację z obowiązków biskupa diecezjalnego elbląskiego.
W Episkopacie Polski był przewodniczącym Podkomisji ds. Kultury Zdrowotnej i Sportu, wiceprzewodniczącym Komisji ds. Duszpasterstwa Ludzi Morza i członkiem Komisji ds. Duszpasterstwa Rolników. Pełnił również funkcję prezesa Katolickiego Stowarzyszenia Sportowego RP.
W 1989 został członkiem honorowym Zrzeszenia Kaszubsko-Pomorskiego.
Zmarł 9 września 2009 na oddziale kardiologicznym Wojewódzkiego Szpitala Zespolonego w Elblągu. 14 września 2009 został pochowany w krypcie biskupów w podziemiach katedry św. Mikołaja w Elblągu.